# Elimar Schubbe
Elimar Schubbe (* 7. April 1934 in Tallinn; † 9. Februar 2025 in Bonn) war ein deutscher Übersetzer, Journalist und Publizist.

## Leben
Elimar Schubbe wurde 1934 als Deutsch-Balte in der heutigen Hauptstadt Estlands geboren. Im Zuge der Umsiedlung der Deutsch-Balten durch den Hitler-Stalin-Pakt verschlug es seine Familie zunächst nach Kalisch im Warthegau, dann nach Lodz und nach Minsk. 1945 kam Schubbe als Heimatvertriebener in die sowjetisch besetzte Zone nach Friesack und Bad Wilsnack. Dort protestierte Schubbe als Mitglied der Jungen Gemeinde mit Flugblättern 1950 gegen den Wahlbetrug der SED bei den Kommunalwahlen. Da ihm daraufhin die Zwangsabordnung in den Uranbergbau drohte, floh er mit seinen Eltern aus der DDR nach Westdeutschland.
Schubbe trat der Christlichen Pfadfinderschaft Deutschlands bei, für die er auch Bildungsarbeit leistete. Er studierte Geschichte, Politische Wissenschaft und Evangelische Theologie. Er übersetzte in den 1960er Jahren mehrere Bücher aus dem Russischen ins Deutsche. Außerdem schrieb er unter anderem für die Wochenzeitung Die Zeit.
Nach dem Studium arbeitet Schubbe von 1970 bis 1978 als Leiter des Innen-, später des Kulturressorts bei der christlich-konservativen Wochenzeitung Rheinischer Merkur in Köln. Danach wurde er Chefredakteur des nationalkonservativen Deutschland-Magazins in Prien, wo er bis 1983 blieb. Im Anschluss daran war er Referent für Medien des Deutschen Bauernverbandes in Bonn und gründete sein eigenes Medienunternehmen Tele-Control, mit dem er politisch linke Programme in Funk und Fernsehen ausmachen wollte. Zudem arbeitete für das Privatfernsehen unter anderem als Aufsichtsratsmitglied. 1997 wechselte er in der Nachfolge von Horst Stein als Chefredakteur zum Ostpreußenblatt (heute: Preußische Allgemeine Zeitung). Dort betrieb er eine Öffnung des Blattes hin zu neuen Zielgruppen.
Schubbe war Mitglied der CDU Nordrhein-Westfalen und im Evangelischen Arbeitskreis (EAK) in Bonn aktiv. Schubbe war langjährig als Funktionär in der Christlichen Gewerkschaft Medien und in der Ost- und Mitteldeutschen Vereinigung (OMV) engagiert, so als Bezirksvorsitzender der OMV im Bezirksverband der CDU Mittelrhein und als Landesvorstandsmitglied der OMV NRW. Die OMV im Bezirksverband der CDU Mittelrhein ernannte ihn zu ihrem Ehrenvorsitzenden. Er war zudem stellvertretender Vorsitzender des Vertriebenenverbandes Landsmannschaft Ostpreußen in Bonn.
Schubbe war seit 1964 verheiratet und Vater eines Sohnes. Er wohnte in Bonn.

## Schriften (Auswahl)
- Jürgen  Rühle (Hrsg.): Der Prozess beginnt. Neue russische Erzähler. Aus dem Russischen übersetzt durch Gisela Drohla, Elimar Schubbe und Valerian P. Lebedew. Kiepenheuer & Witsch, Köln 1960.
- als Herausgeber: Phönix. Junge Lyrik aus dem anderen Russland. Aus dem Russischen übersetzt durch Elimar Schubbe. Hanser Verlag, München 1964.
- Valerij Tarsis, Botschaft aus dem Irrenhaus. Aus dem Russischen übersetzt durch Elimar Schubbe. Possev-Verlag, Frankfurt am Main 1965.
- als Herausgeber: Dokumente zur Kunst-, Literatur- und Kulturpolitik der SED. Seewald Verlag, Stuttgart 1972.